# Качотта

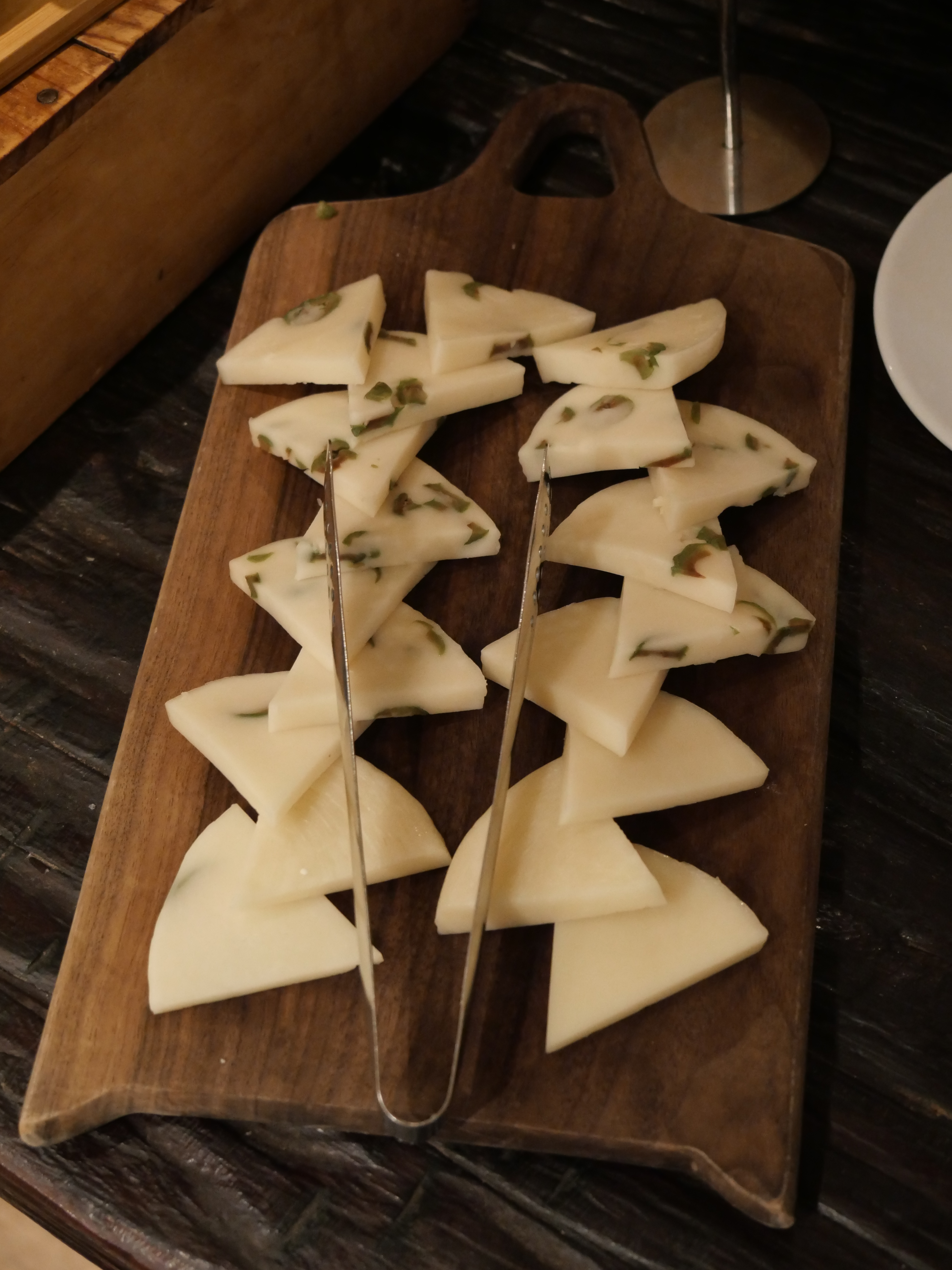
Качотта з оливками

Качотта ( Caciotta) — італійський напівм'який сир. Виробляється здебільшого у центральній Італії, у регіонах Тоскана, Марке, Лаціо, у менших об'ємах виробляється у інших регіонах. У місцевості Урбіно (регіон Марке) виробляють різновид сиру під назвою  Caciotta d'Urbino, який має категорію DOP.

## Технологія виробництва
Для виробництва сиру можуть використовувати молоко корів, буйволів, кіз, овець. Витримка сиру триває зазвичай недовго — від кількох днів до 2 місяців. Іноді сири витримують довше. Голови сиру невеликі, від 0,5 до 2 кг. 

## Характеристика сиру
Сир в залежності від виробника може мати досить багато варіацій, як за консистенцією так і за складом — у качотту можуть додаватись спеції, духмяні трави, горіхи, каперси, трюфель тощо. Текстура сиру еластична, щільна, «вічка» як правило відсутні. Колір білувато-сіруватий або жовтуватий. Сир має виражений аромат та солодкуватий вершковий смак. Сири витримані більше 2 місяців набувають гострого смаку. 

## Вживання
Вживають як самостійну страву та для виготовлення бутербродів. Також використовують для приготування різноманітних страв, оскільки качотта гарно плавиться. Сир гарно поєднується з білим вином.